# Pappobolus
Pappobolus là một chi thực vật có hoa trong họ Cúc (Asteraceae).

## Loài
Chi Pappobolus gồm các loài: